# Dobruško jezero
Dobruško jezero nalazi se u Bosni i Hercegovini i smješteno je u plitkoj krškoj uvali na Dobruškoj Vranici. Nalazi se na nadmorskoj visini od oko 1840 metara te je drugo najviše bosanskohercegovačko jezero, odmah iza Idovačkog jezera na Raduši. Nema površinskih pritoka, ali se vjerojatno napaja vodom iz sublakustrijskih izvora. U proljeće, nakon otapanja snijega jezero dobiva znatne količine vode te ima znatno viši nivo vode.